# 野上俊夫
野上 俊夫（のがみ としお、1949年8月3日 - ）は、和歌山県出身の元プロ野球選手。ポジションは投手、のち一塁手。

## 来歴・人物
市和歌山商では3年次の1967年、エース、四番打者として春夏連続で甲子園に出場。春の選抜は、2回戦の三重高戦でノーヒット・ノーランを達成。出した走者は4つの四球と1失策による5人のみであった。準々決勝で甲府商に敗退。夏の選手権は1回戦で宮崎大宮高を完封するなどして勝ち進むが、準決勝で河井昭司を擁する広陵高に惜敗。8月末からは全日本高校選抜の一員としてハワイ・アメリカ西海岸遠征に参加した。1年下のチームメートに控え内野手の阪田隆がいた。
1968年にドラフト1位で阪神タイガースへ入団。1年目のキャンプイン直前に膝に水が溜まって出遅れ、一軍戦のデビューは入団4年目の1971年となる。1972年10月14日にはヤクルトを相手に初先発を果たすが、デーブ・ロバーツに本塁打を喫するなど打ち込まれ4回に降板。その後も結果を残せず二軍暮らしが続いた。1975年に村上雅則・相羽欣厚との交換トレードで和田徹と共に南海ホークスへ移籍。1976年には打者に転向してウエスタン・リーグで打率.312を記録したが、活躍することのないまま同年限りで引退。地元で会社勤務となった。

## 詳細情報

### 年度別投手成績
| 年 度     | 球 団     | 登 板 | 先 発 | 完 投 | 完 封 | 無 四 球 | 勝 利 | 敗 戦 | セ 丨 ブ | ホ 丨 ル ド | 勝 率 | 打 者 | 投 球 回 | 被 安 打 | 被 本 塁 打 | 与 四 球 | 敬 遠 | 与 死 球 | 奪 三 振 | 暴 投 | ボ 丨 ク | 失 点 | 自 責 点 | 防 御 率 | W H I P |
| --------- | --------- | ----- | ----- | ----- | ----- | -------- | ----- | ----- | -------- | ----------- | ----- | ----- | -------- | -------- | ----------- | -------- | ----- | -------- | -------- | ----- | -------- | ----- | -------- | -------- | ------- |
| 1971      | 阪神      | 1     | 0     | 0     | 0     | 0        | 0     | 0     | --       | --          | ----  | 12    | 3.1      | 1        | 0           | 1        | 0     | 0        | 2        | 0     | 0        | 0     | 0        | 0.00     | 0.60    |
| 1972      | 阪神      | 2     | 1     | 0     | 0     | 0        | 0     | 0     | --       | --          | ----  | 18    | 4.1      | 5        | 1           | 1        | 0     | 0        | 2        | 0     | 0        | 4     | 4        | 9.00     | 1.38    |
| 1975      | 南海      | 3     | 0     | 0     | 0     | 0        | 0     | 0     | 0        | --          | ----  | 27    | 5.0      | 8        | 1           | 4        | 0     | 0        | 1        | 0     | 0        | 6     | 5        | 9.00     | 2.40    |
| 通算：3年 | 通算：3年 | 6     | 1     | 0     | 0     | 0        | 0     | 0     | 0        | --          | ----  | 57    | 12.2     | 14       | 2           | 6        | 0     | 0        | 5        | 0     | 0        | 10    | 9        | 6.23     | 1.58    |

### 記録
- 初登板：1971年10月3日、対ヤクルトアトムズ26回戦（阪神甲子園球場）、5回表2死から2番手で救援登板、3回1/3無失点
- 初先発登板：1972年10月14日、対ヤクルトアトムズ25回戦（東京スタジアム）、3回1/3を4失点で勝敗つかず

### 背番号
- 37（1968年 - 1970年）
- 55（1971年 - 1974年）
- 40（1975年 - 1976年）